# Теофан Рилски
Теофан Рилски е български монах, игумен на Рилския манастир (1479 – 1491).

## Биография
Теофан е син на Яков, епископ на Крупнишката епархия. Предполага се че е от велбъждски болярски род. Заедно с баща си напуска Велбъжд и се заселва в близкото село Граница.
Към средата на ХV век заедно с братята си Йоасаф и Давид възстановяват Рилския манастир.
На 6 юни 1466 г. заедно с брат си – игумен Давид, сключва писмен договор с руския светогорски манастир „Свети Пантелеймон“ за взаимна помощ.
Със съдействието на Мария, вдовица на султан Мурад II (1451-1481), заедно с брат си Давид успява да издейства пренасянето на мощите на Свети Иван Рилски от Търново в Рилския манастир. През пролетта на 1469 г. Теофан предвожда делегацията на Рилския манастир, която пренася светите мощи.
От 1479 до 1491 г. е игумен на Рилския манастир. Насърчава книжовната дейност, като по време на неговото игуменство е написан „Рилския панегирик“ от Владислав Граматик (1479) и е преписан Златоустовият „Шестоднев“ от Мардарий Рилски (1480).
През 1469 г. игумен Давид заедно с цялото монашеско братство посреща мощите на светеца. По времето на пренасянето на мощите Давид построява църквата в стария манастирски метох Орлица.